# Glyceria nubigena
Glyceria nubigena är en gräsart som beskrevs av W.A.Anderson. Glyceria nubigena ingår i släktet glycerior, och familjen gräs. Inga underarter finns listade i Catalogue of Life.